# Ley Orgánica de Calidad de la Educación
La Ley Orgánica de Calidad de la Educación (LOCE), fue una ley educativa española oficialmente denominada ley Orgánica 10/2002 de Calidad de la Educación y fue promulgada el 23 de diciembre de 2002 por el segundo gobierno de José María Aznar (PP), siendo ministra de Educación Pilar del Castillo. La ley pretendía reformar la educación en España, aunque no llegó a aplicarse. Tras la llegada a la presidencia del gobierno de José Luis Rodríguez Zapatero (PSOE) se paralizó el calendario de aplicación de la LOCE por medio de un Real Decreto aprobado por el Consejo de Ministros el 28 de mayo de 2004. Finalmente, la ley fue derogada el 24 de mayo de 2006 por la Ley Orgánica 2/2006, de 3 de mayo, de Educación.

## Articulado
La ley establecía diferentes itinerarios en la ESO y el Bachillerato, cambios de contenidos en la educación infantil, una prueba de reválida al final del bachillerato y la asignatura de religión evaluable y computable.